# Lápathos
Lápathos är en ort i Cypern.   Den ligger i distriktet Eparchía Ammochóstou, i den östra delen av landet, 40 km öster om huvudstaden Nicosia. Lápathos ligger 41 meter över havet och antalet invånare är 514. Den ligger på ön Cypern.
Terrängen runt Lápathos är platt åt sydost, men åt nordväst är den kuperad.Trakten runt Lápathos är ganska glesbefolkad, med 25 invånare per kvadratkilometer. Närmaste större samhälle är Famagusta, 19,5 km sydost om Lápathos. Trakten runt Lápathos är i huvudsak ett öppet busklandskap.